# Picumna testacea
Picumna testacea är en insektsart som beskrevs av Metcalf 1938. Picumna testacea ingår i släktet Picumna och familjen sköldstritar. Inga underarter finns listade i Catalogue of Life.